# László Lempert
László Lempert (Budapeste, 4 de junho de 1952) é um matemático húngaro-estadunidense, que trabalha com análise de variáveis complexas múltiplas.

## Vida
Lempert graduou-se em 1975 na Universidade Eötvös Loránd, onde esteve no Departamento de Análise em 1977–1988, sendo professor da Universidade de Purdue desde 1988.
Foi palestrante convidado do Congresso Internacional de Matemáticos em Berkeley, Califórnia (1986). 
Foi eleito membro externo da Academia de Ciências da Hungria em 2004. Em 2012 foi eleito fellow da American Mathematical Society.